# Dešiška
Dešiška (en serbe cyrillique : Дешишка) est un village de Serbie situé dans la municipalité de Kuršumlija, district de Toplica. Au recensement de 2011, il comptait 24 habitants.

## Démographie
| 1948 | 1953 | 1961 | 1971 | 1981 | 1991 | 2002 | 2011 |
| ---- | ---- | ---- | ---- | ---- | ---- | ---- | ---- |
| 324  | 349  | 303  | 182  | 86   | 62   | 38   | 24   |

|  |

## Personnalité
Dešiška est le village natal de Jugoslav Dobričanin, vice-président du Parti réformiste, qui s'est présenté à l'élection présidentielle serbe de 2008.